# Puente Chiltoyac
Die Puente Chiltoyac (dt. Chiltoyac-Brücke), auch Viaducto Xalapa genannt, ist eine Brücke im Osten Mexikos. Mit einer Höhe von 138 Metern über Boden ist sie die höchste Brücke des Bundesstaates Veracruz.

## Eigenschaften
Die Brücke wurde Ende 2012 zusammen mit der rund 30 Kilometer langen Umfahrung der Stadt Xalapa durch den damaligen Präsidenten Mexikos Felipe Calderón eröffnet. Sie weist je zwei richtungsgetrennte Fahrspuren auf und führt in einem weiten Bogen über den darunterliegenden Geländeeinschnitt des Río Sedeño. Aufgrund ihrer Höhe ist sie aus dem östlichen Umland von Xalapa, beispielsweise aus Naolinco, gut sichtbar.
Die als Auslegerbrücke konstruierte Kunstbaute ist 470 Meter lang, wobei mit drei Pfeilern jeweils zweimal 145 Meter in der Mitte sowie je 90 Meter an beiden Brückenenden überspannt werden. Die Brückenpfeiler weisen auf Grund eine Breite von sechs Metern auf.